# Каллен, Дональд
Линдси Дональд Эдвард Каллен (англ. Lindsay Donald Edward Cullen; 14 мая 1908, Белфаст — 30 ноября 1976, Фарнем, Суррей) — ирландский легкоатлет, выступавший в беге на короткие дистанции. Участник летних Олимпийских игр 1928 года.

## Биография
Дональд Каллен родился 14 мая 1908 года в британском городе Белфаст.
Выступал в легкоатлетических соревнованиях за «Клонлифф Харриерз» из Дублина. Трижды становился чемпионом Ирландии: в 1924 году в беге на 100 метров, в 1926 году — на 100- и 200-метровке.
В 1928 году вошёл в состав сборной Ирландии на летних Олимпийских играх в Амстердаме. В беге на 200 метров занял в 1/8 финала 3-е место и выбыл из борьбы.
В 1929 году был направлен в полицию Британской Малайи, где работал в течение почти 20 лет, дослужившись до должности помощника комиссара. Параллельно был президента Малайской любительской легкоатлетической ассоциации.
Во время Второй мировой войны попал в японский плен.
Выйдя на пенсию, жил в Сингапуре, затем перебрался в Лондон.
Умер 30 ноября 1976 года в британском городе Фарнем.

## Личный рекорд
- Бег на 200 метров — 21,8 (1931)[1]

## Семья
Отец — Линдси Х. Каллен, священник методистской церкви. Родился в Портадауне.